# Форе, Пьер де ла
Пьер де Ла Форе (фр. Pierre de La Forest; 1305, Ла Сюз, королевство Франция — 7 июня 1361, Вильнёв-лез-Авиньон, Конта-Венессен) — французский кардинал и государственный деятель, доктор обоих прав. Епископ Турне с 24 июля 1349 по 20 декабря 1350. Епископ Парижа с 20 декабря 1350 по 8 февраля 1352.  Архиепископ Руана с 8 февраля 1352 по 23 декабря 1356. Кардинал-священник с титулом церкви Санти-XII-Апостоли с 23 декабря 1356.

## Биография
Родился в 1305 году в Ла-Сюз (недалеко от Мана) в семье Филиппа де ла Форе и Маргариты де Ла Шапель, сестры Жофруа де Ла Шапеля — епископа Мана (1338—1347).
В 1317 году принял священнический сан.
После получения лиценциата в области церковного и гражданского права — профессор университетов Орлеана и Анжера. С 1334 г. канонник в Мане. В 1347 г., после смерти дяди, избран епископом, однако папа Климент VI аннулировал итоги выборов и назначил на его место Жана де Краона.
В середине 1340-х гг. королевский адвокат в Парижском парламенте. С октября 1347 г. канцлер герцога Нормандии (сына короля). С 13 июля 1349 года канцлер Франции.
С 24 июля 1349 г. епископ Турне (находился при королевском дворе и не приступил к исполнению обязанностей). С 20 декабря 1350 года епископ Парижа. С 8 февраля 1352 г. архиепископ Руана.
После битвы при Пуатье (1356) — советник дофина, будущего короля Карла V. Тот, чтобы собрать средства для выкупа отца из английского плена, созвал Генеральные штаты, и по их требованию  Пьер де Ла Форе был смещён с должности канцлера 3 марта 1357 г. 
На консистории 23 декабря 1356 года посвящён в кардиналы (кардинал-священник Санти-XII-Апостоли). Апостольский легат в Сицилии, затем во Франции.
Восстановлен 28 мая 1359 года в должности канцлера Франции, но фактически занимался дипломатической работой, пытаясь добиться прекращения войны.
Умер от чумы 27 июня 1361 года в Вильнёв-лез-Авиньон.